# Île de Kassa
Pour les articles homonymes, voir Kassa.
L'île de Kassa (Factory Island en anglais) est une des douze communes de la région de Conakry et une des trois principales îles de l'archipel de Loos en république de Guinée.

## Géographie

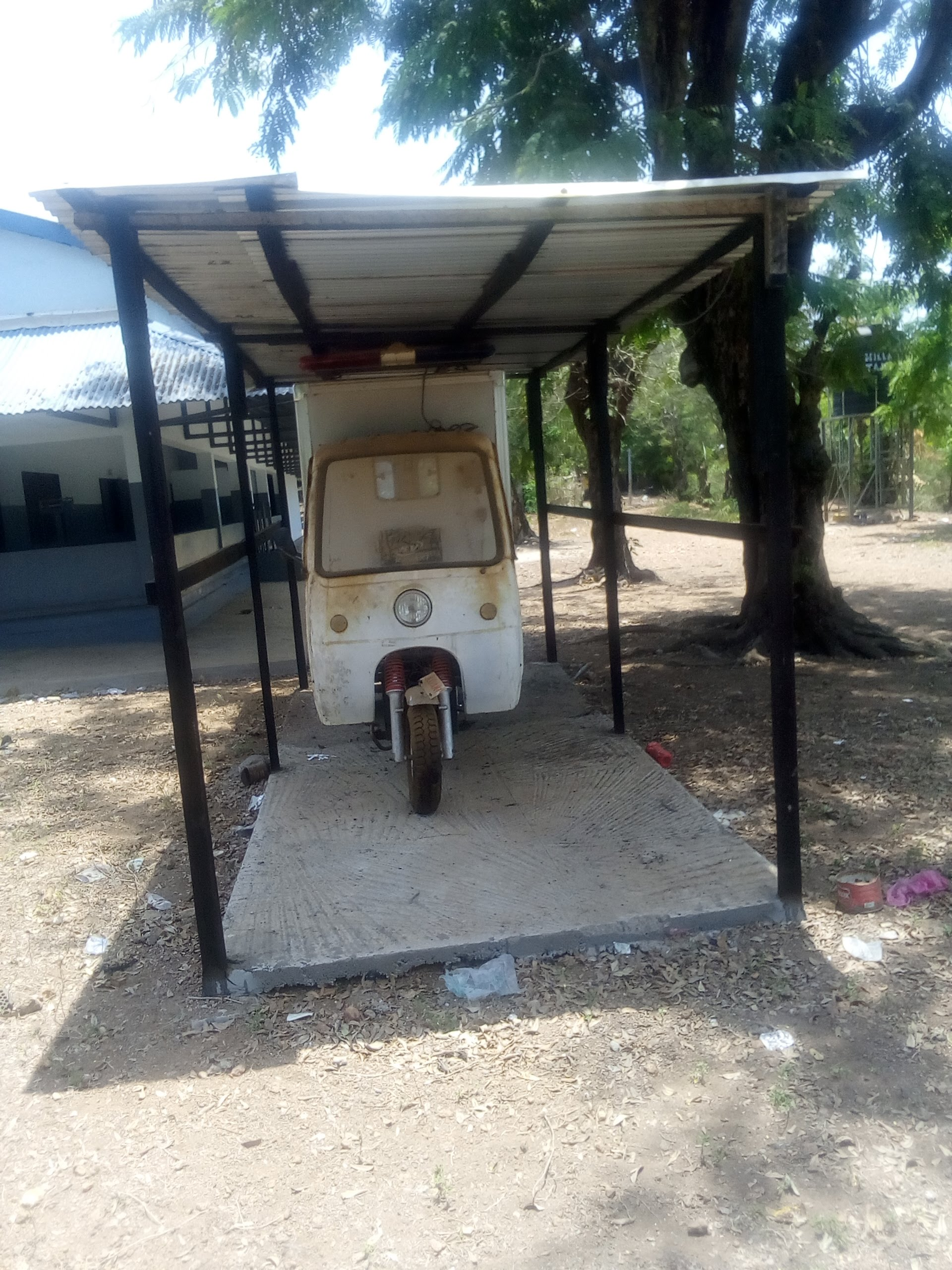
Ambulance communautaire de Kassa

## Subdivision administrative
Érigée en 6e commune de la région de Conakry depuis 16 mars 2021, Kassa est composée de deux districts.
| Districts | Secteurs                                                     |
| --------- | ------------------------------------------------------------ |
| Kassa     | Kassa 1, Kassa 2, Kassa 3, Koromandja, Mangué, Sorro et Room |
| Fotoba    | Fotoba centre, Rogbanet et Boom                              |

## Histoire
Appelée « Sourigbé » par les habitants africains, l'île Kassa servait de lieux d’offrande aux idoles et de lieux de cultures pour la population de Kaloum. Le nom « Kassa » est tiré du mot portugais casa  qui signifie « maison », premiers occupants européens du lieu. 
En 1755 un négociant, Miles Barber (en), de l'« African Company of Liverpool » établit une usine dans l'île pour employer des travailleurs qualifiés dans la réparation des bateaux et aussi des pilotes pour naviguer et commercer avec les tribus par les rivières locales. Ceci a mené Kassa à être connue comme « Factory Island ». 
En 1920, la « Compagnie des Bauxites du Midi », filiale française d'Alcan, s'intéresse à la bauxite de Guinée et commence son exploration puis plus tard son extraction en 1952 sur l'île de Kassa à côté de Conakry. Cette localité a abrité la première usine de bauxite de Guinée. Au centre de l'ile centre, il existe des carrières béantes d’extraction de la bauxite (minerai d’alumine) exploitées pendant cette période.
Il reste des éléments du premier port minéralier qui servait à l'exportation du minerai de la Guinée, créé en 1937/1939. Elles sont visibles dans le hameau de Sebaya où la bauxite avait été découverte pour la première fois en Guinée.
L'huilerie de Kassa fut la première usine d'huile d'arachides de Guinée. Construite par les Français aujourd'hui, elle est abandonnée.
À son extrémité Nord, l’île de Kassa reste défigurée par une carrière d’extraction de roches dures pour la construction d’une digue de protection du port de Conakry à l’époque coloniale.
Le 16 mars 2021, l'assemblée nationale érige l'île en commune urbaine et devenant la 6e de la région de Conakry.

## Personnalité

### Liste des maires
| N° | Nom         | Debut           | Fin      |
| -- | ----------- | --------------- | -------- |
| 01 | Abou Samaké | 16 juillet 2021 | En cours |

## Plage
La plage fait l'objet d'attraction particulière des étudiants, touristes de Conakry. 

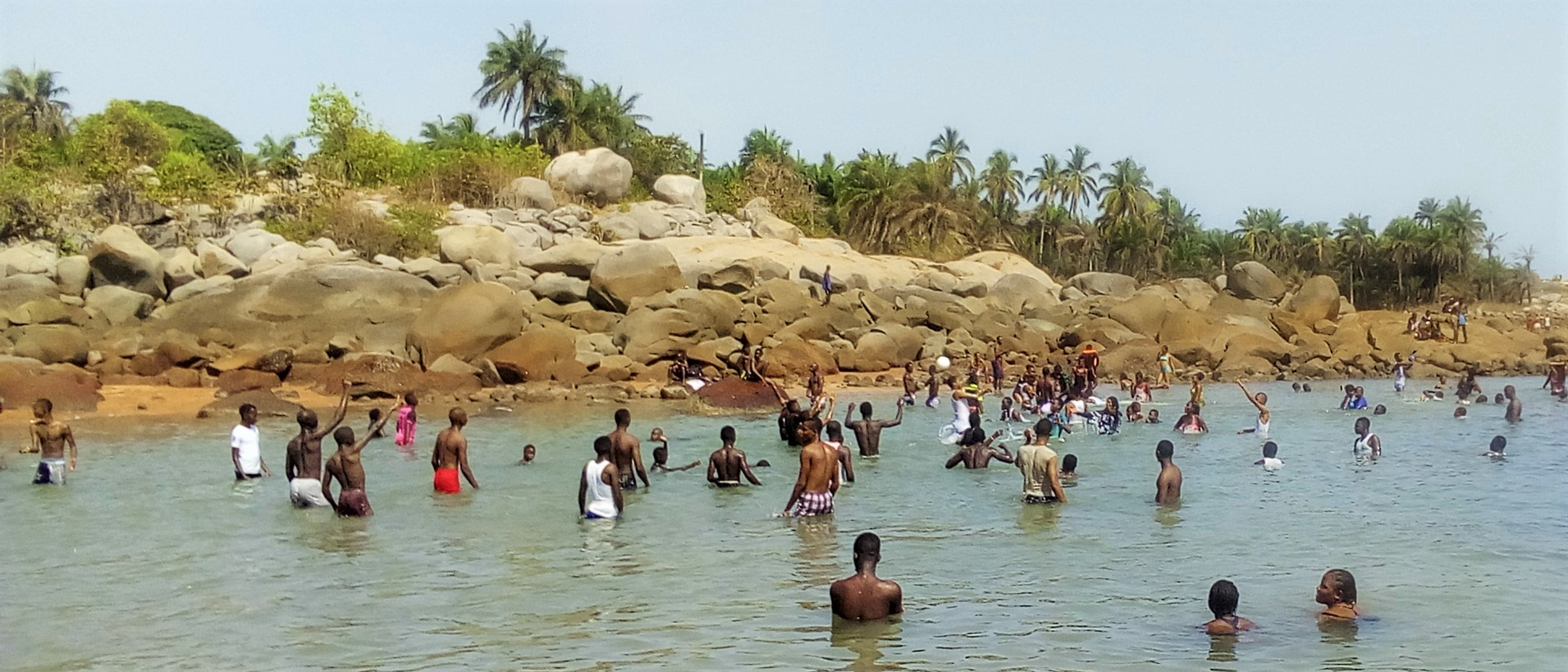
Excursion de l'université Kofi-Annan de Guinée